# Berthold Paul Förster
Johann Bertold Wilhelm Paul Förster (* 2. November 1851 in Westerau (Holstein); † 11. September 1925 in Weimar) war ein deutscher Landschaftsmaler.

## Leben

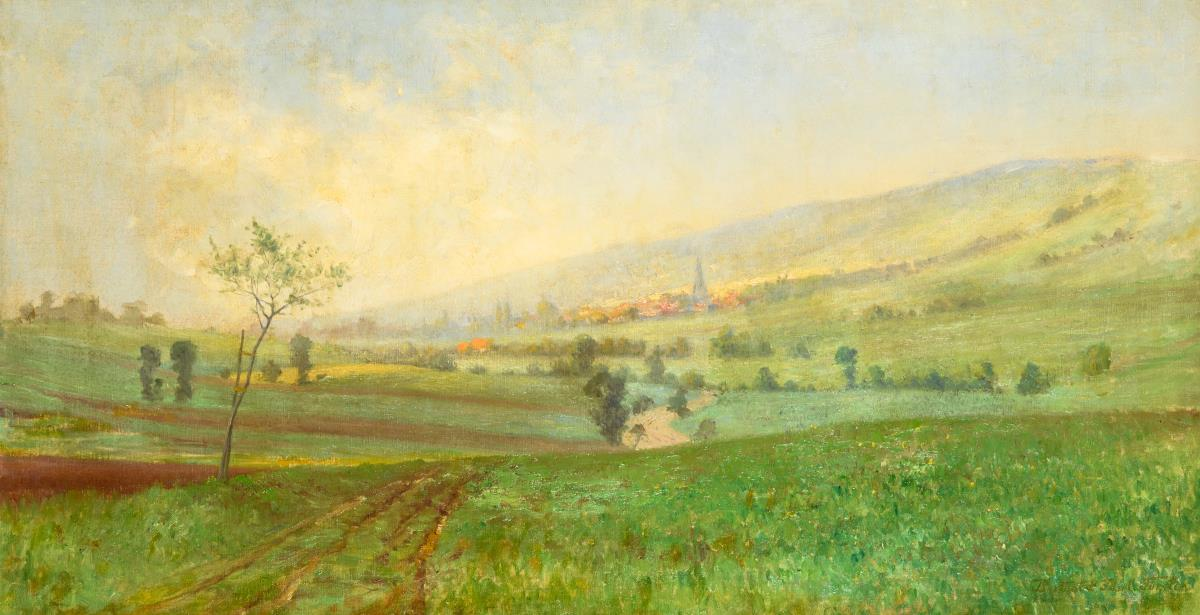
B. P. Förster: Gaberndorf bei Weimar, vor 1903

Berthold Paul Förster war ein Sohn des Westerauer Försters Friedrich Wilhelm Eduard Förster (* 1806) und dessen Frau Pauline, geb. Rothenbucher (* 1822). Nach einer Ausbildung zum Kaufmann war er zunächst als solcher tätig. Von 1875 bis 1877 studierte er an der Akademie der Bildenden Künste München und danach bis 1884 an der Kunstschule Weimar als Meisterschüler bei Theodor Hagen. Nach dem Studium war er freiberuflich in Dresden tätig. Am 15. September 1886 heiratete er in Dresden Caroline Wilhelmine Elisabeth, geb. Preuss (* 1853). Studienreisen führten ihn in die Schweiz und nach Russland.
Förster wurde 1896 an die Weimarer Kunstschule berufen, wo er bis 1915 als Professor der Malerei (Perspektive) wirkte und gleichzeitig – erst mit dem Titel „Sekretär“ dann als „Syndikus“ – sehr effizient die Geschäfte der Schule führte. Seit 1883 beschickte Förster verschiedene deutsche Ausstellungen mit Bildern aus dem Weimarer Park, dem Harz, Thüringen und aus seiner norddeutschen Heimat um Lübeck und Hamburg.
Förster war Mitglied der Allgemeinen Deutschen Kunstgenossenschaft. und Mitglied und im Direktorium der in Weimar ansässigen „Renten- und Pensionsanstalt für deutsche bildende Künstler.“

## Ausstellungen
- 2021: Stadtmuseum Weimar im Bertuchhaus[9]